# Iglesia ortodoxa en Venezuela

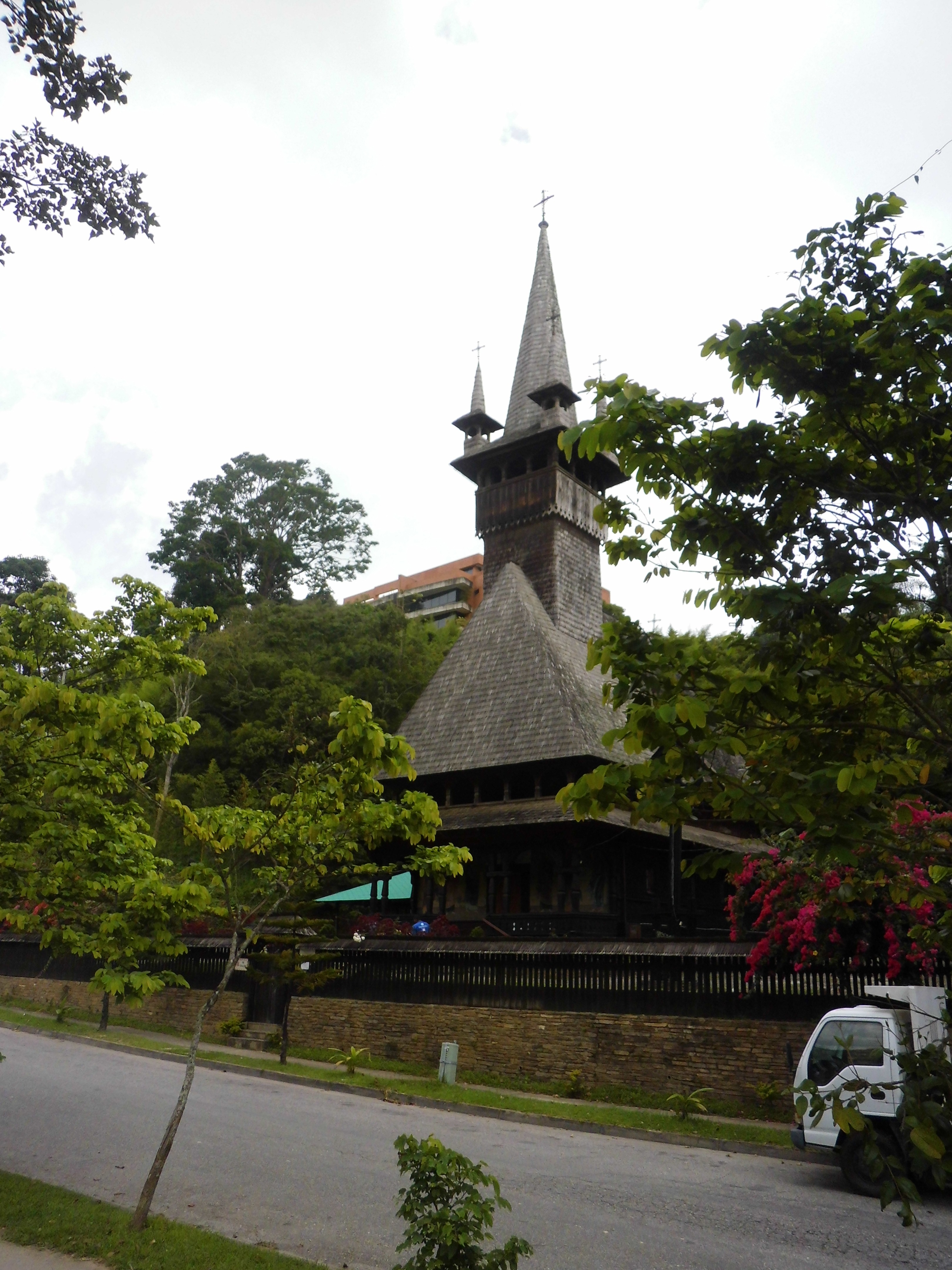
Iglesia de San Constantino y Santa Elena de Caracas.

La Iglesia cristiana ortodoxa en Venezuela se refiere al conjunto de Iglesias ortodoxas presentes en Venezuela. Los miembros de esas iglesias son por lo general inmigrantes provenientes de Europa oriental y del Oriente medio; así como sus descendientes nacidos en territorio venezolano. Los cristianos ortodoxos son minoría religiosa en Venezuela, país predominantemente católico.

## Historia
En 1947, el arcipreste Vladimir Chekanovsky de la Iglesia ortodoxa rusa llegó al país junto con el primer grupo de emigrados rusos. En 1948 los rusos erigieron un templo ortodoxo de madera en la zona de Catia en Caracas.
En 1955, se fundó la primera parroquia de la Iglesia ortodoxa serbia en el país. En 1956, los griegos establecidos en Caracas lograron que la Arquidiócesis ortodoxa griega de América, con sede en Nueva York, les enviara un representante a Venezuela. En 1961, los griegos construyeron una pequeña capilla en Caracas.
En 1971, inició su labor misionera el padre Costicae Popa, quien llegó directo de Rumania. Ortodoxos de origen árabe han hecho presencia importante desde la década del 70, bajo la jurisdicción de la Iglesia ortodoxa de Antioquía.

## Jurisdicciones presentes

### Iglesias autocéfalas o autónomas
- Iglesia ortodoxa de Constantinopla: tiene parroquias en Caracas, Valencia, San Cristóbal, Barquisimeto y Maracaibo.[4] Las parroquias están adscritas al Sacro Arzobispado Ortodoxo de México (con sede en Aguascalientes).[4]
- Iglesia ortodoxa de Antioquía: tiene parroquias en Caracas, Valencia y Maturín.[5] Las parroquias están adscritas a la Arquidiócesis de México, Venezuela, América central y el Caribe (con sede en Ciudad de México).[5]
- Iglesia ortodoxa serbia: tiene parroquias en Caracas y Maracay.
- Iglesia ortodoxa rumana: tiene parroquia en Caracas (Iglesia de San Constantino y Santa Elena).[6] La parroquia está adscrita a la Arquidiócesis Ortodoxa Rumana de las Américas (con sede en Chicago).[6]
- Iglesia ortodoxa rusa fuera de Rusia: tiene parroquias en Caracas, en Valencia, Maracay y Barquisimeto.  Las parroquias están adscritas a la Diócesis de Sudamérica (con sede en Buenos Aires).

### Iglesias no canónicas
- Iglesia ortodoxa de Ecuador y Latinoamérica - GOX: en 2008 se funda una misión llamada San Nicolás de Mira y en 2009 se crea otra llamada Santa Sofía. Ambas son administradas por el Padre Fernando Rivas (Elías).[7]